# Rohrdorfer Achen
Die Rohrdorfer Achen, im Oberlauf nur Achen oder auch Weißenbach, ist ein Fließgewässer im bayerischen Landkreis Rosenheim. Sie entsteht in den Chiemgauer Alpen, fließt als Weißenbach nordwärts bis zur Vereinigung mit dem Aubach. Fortan Achen genannt, fließt sie weiter westwärts bis Achenmühle, ab dann als Rohrdorfer Achen weiter nun zunehmend nordwärts, bevor sie – nach weitgehend zum Inn parallelem Verlauf – in Stephanskirchen von rechts in den Inn mündet.